# 居伊·摩勒
居伊·阿尔西德·摩勒（法語：Guy Alcide Mollet，法語發音：[ɡi alsid mɔlɛ]；；1905年12月31日—1975年10月3日），法国社会党政治人物，曾担任法国总理。任期内为了压制阿尔及利亚的独立运动，参加了英国对苏伊士运河的封锁。